# La Cochère
La Cochère ist eine Ortschaft und eine ehemalige französische Gemeinde mit 147 Einwohnern (Stand: 1. Januar 2022) im Département Orne in der Region Normandie. Sie gehörte zum Arrondissement Argentan und zum Kanton Argentan-2.
Mit Wirkung vom 1. Januar 2017 wurden die bisherigen Gemeinden Silly-en-Gouffern, Aubry-en-Exmes, Avernes-sous-Exmes, Le Bourg-Saint-Léonard, Chambois, La Cochère, Courménil, Fel, Omméel, Saint-Pierre-la-Rivière, Exmes, Survie, Urou-et-Crennes, Villebadin zu einer Commune nouvelle mit dem Namen Gouffern en Auge zusammengeschlossen und haben in der neuen Gemeinde den Status einer Commune déléguée. Der Verwaltungssitz befindet sich im Ort Silly-en-Gouffern.

## Lage
Der Ort liegt am Fluss Ure, in den hier sein linker Zufluss Dieuge einmündet. Nachbarorte von La Cochère sind Silly-en-Gouffern im Nordwesten, Le Pin-au-Haras im Norden, Exmes und Ginai im Nordosten, Saint-Germain-de-Clairefeuille im Osten, Nonant-le-Pin im Südosten und Almenêches im Südwesten.

## Bevölkerungsentwicklung
| Jahr      | 1962 | 1968 | 1975 | 1982 | 1990 | 1999 | 2008 | 2015 |
| --------- | ---- | ---- | ---- | ---- | ---- | ---- | ---- | ---- |
| Einwohner | 212  | 228  | 197  | 180  | 175  | 138  | 153  | 140  |

## Sehenswürdigkeiten
- Reitanlage Haras national du Pin, seit 1948 als Monument historique ausgewiesen
- Kirche Saint-Sauveur

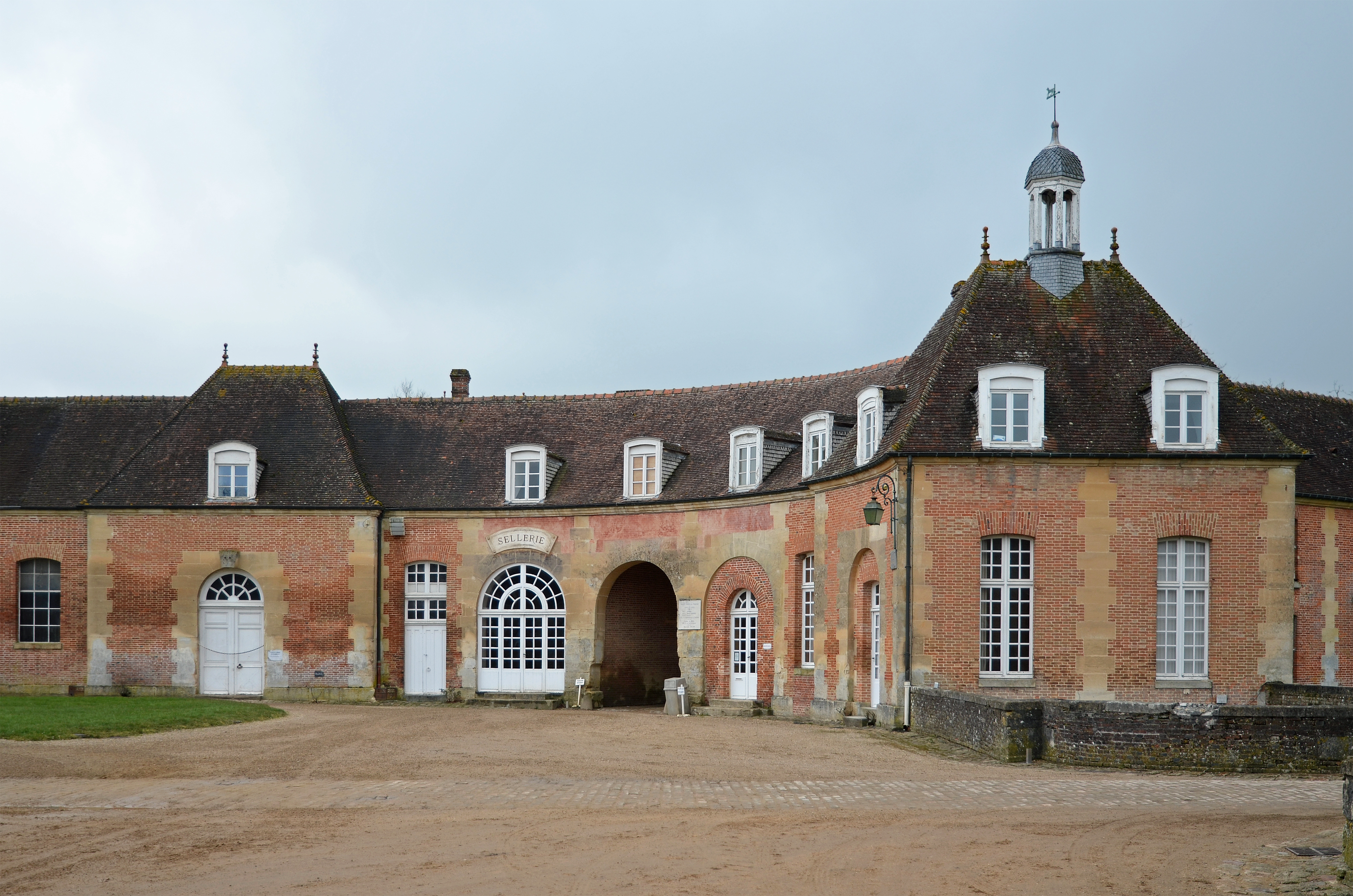
Reitanlage Haras national du Pin
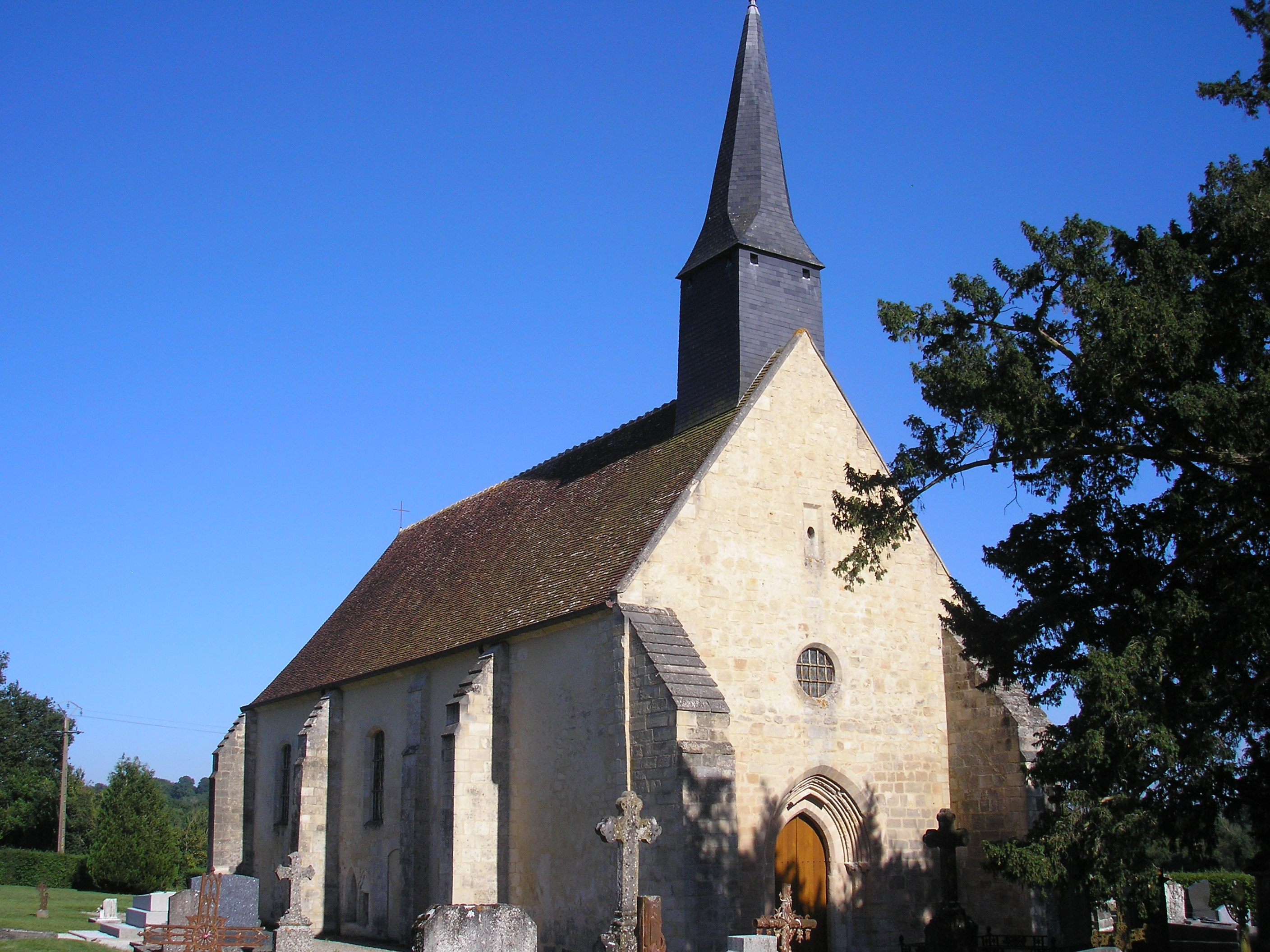
Kirche Saint-Sauveur